# Liste von Persönlichkeiten der Stadt Frankenthal
Diese Liste enthält in Frankenthal (Pfalz) geborene Persönlichkeiten sowie solche, die in Frankenthal ihren Wirkungskreis haben oder hatten, ohne dort geboren zu sein. Beide Abschnitte sind jeweils chronologisch nach dem Geburtsjahr sortiert. Die Liste erhebt keinen Anspruch auf Vollständigkeit.

## In Frankenthal geborene Persönlichkeiten

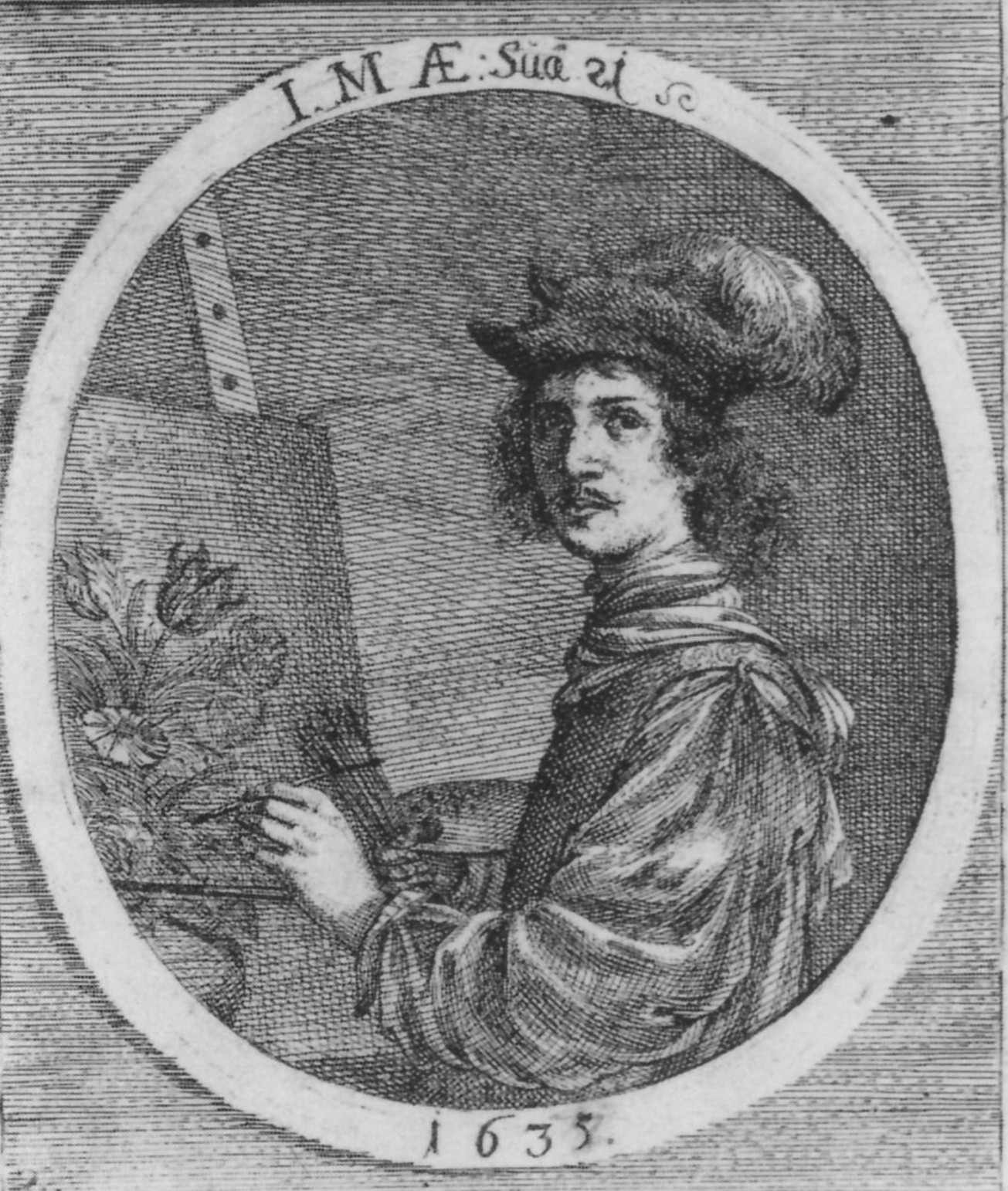
Jacob Marrel

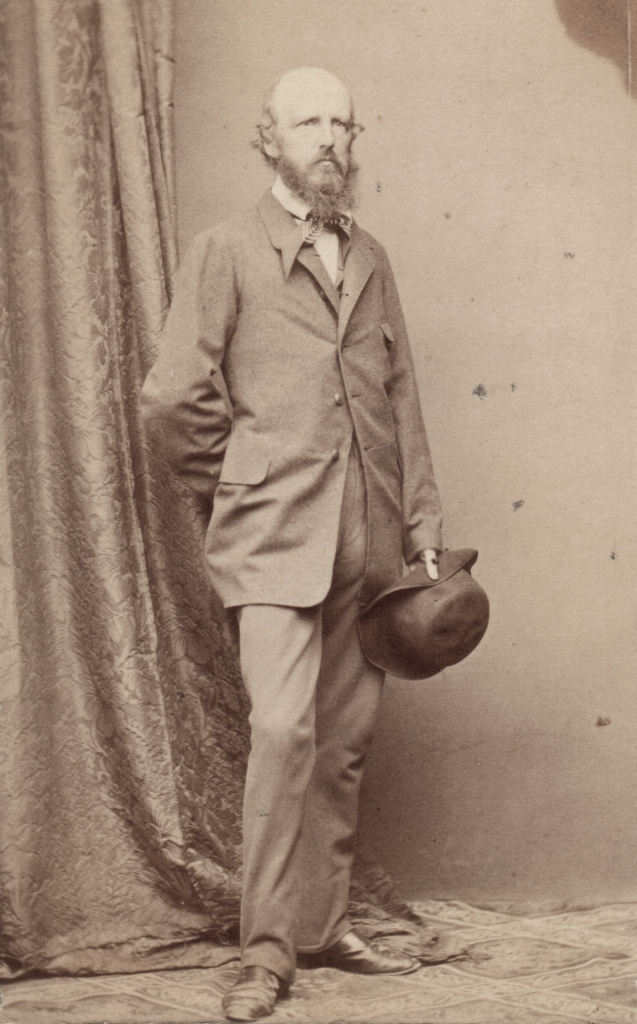
Konrad Maurer

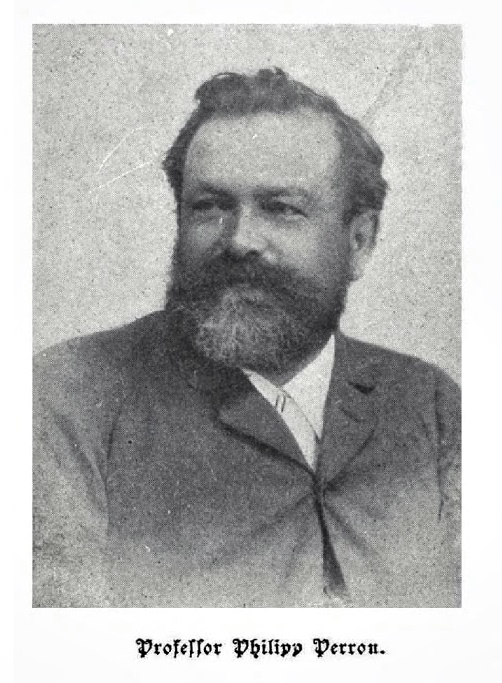
Philipp Perron

Paul Bertololy

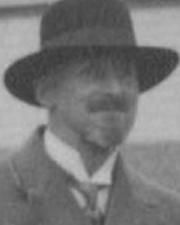
Oskar Perron

Ludwig Marum

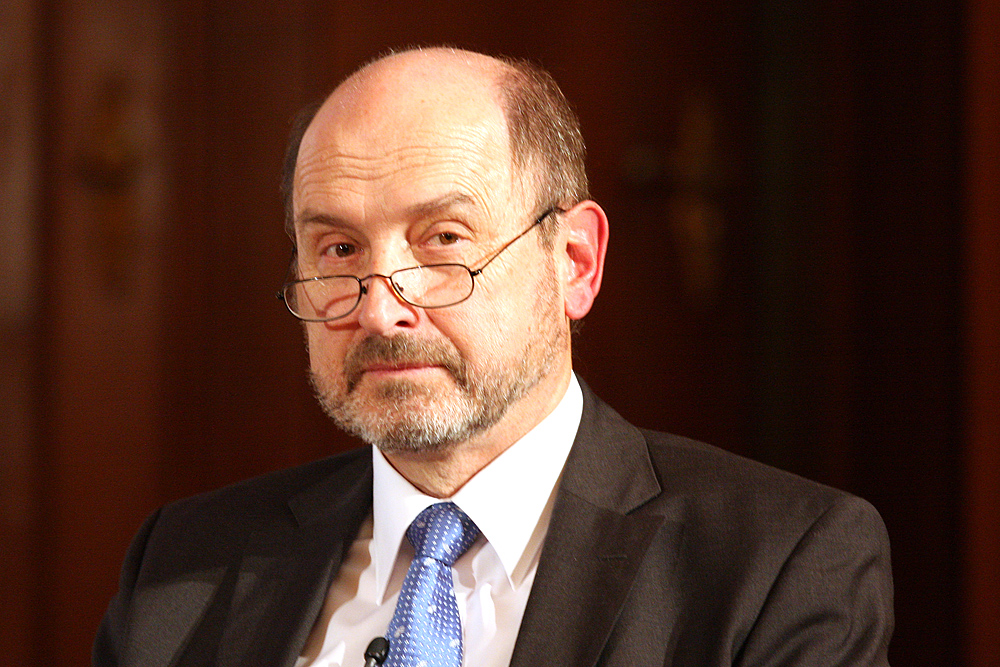
Stefan Hradil

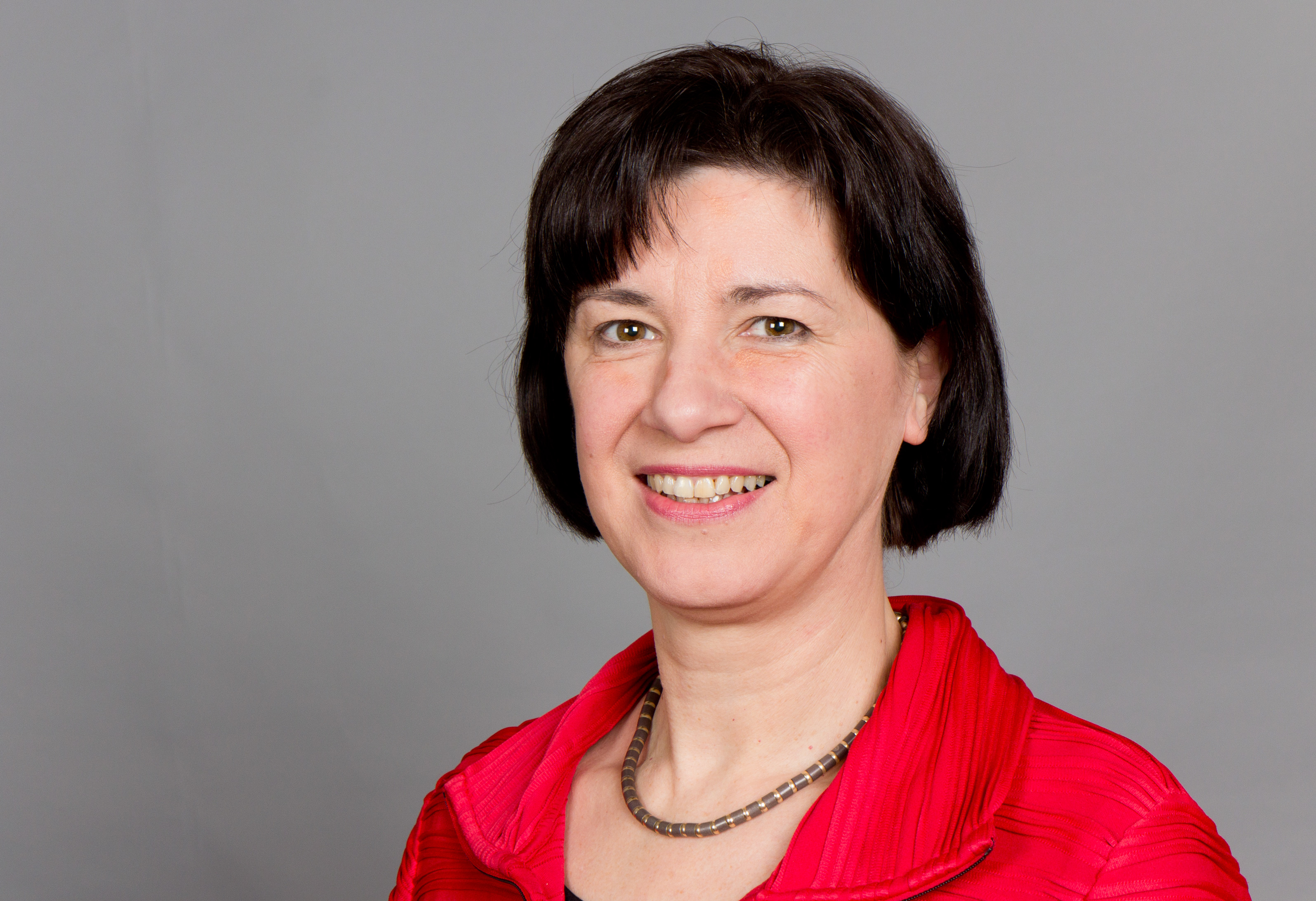
Anke Simon

### Jahrgänge bis 1800
- Abraham Heidanus (1597–1678), reformierter Theologe
- Esther Moscherosch geb. Ackermann (1602–1632), Ehefrau des Staatsmanns und Barockdichters Johann Michael Moscherosch
- Jacob Marrel (1614–1681), Stilllebenmaler
- Carl Büttinghausen (1731–1786), Theologe und Historiker
- Andreas Riem (1749–1814), Theologe und Publizist der Aufklärungszeit
- Carl Lehmann (1786–1870), Bürgermeister 1835–1853 und 1856–1868, Mitglied des Landraths
- Jakob Wilhelm Speyerer (1789–1876), Unternehmer und Politiker
- Philipp Kristfeld (1796–1874), Porzellanmaler

### 19. Jahrhundert

#### 1801 bis 1850
- Louis Schulz (1806–1885), Rechtsanwalt und Mitglied des Deutschen Reichstags
- Philipp Michael Kohlhepp (1807–1863), Bahnbeamter, Drucker und Politiker
- Johann Philipp Becker (1809–1886), Revolutionär
- Karl von Alwens (1820–1889), Vizepräsident der Bayerischen Kammer der Abgeordneten
- Carl Schubart (1820–1889), Maler und Lithograph
- Georg Vierling (1820–1901), Komponist (Widmung der Vierlingstraße)
- Georg Hillgärtner (1822–1865), Revolutionär des Pfälzischen Aufstands 1849 und später US-amerikanischer Journalist
- Konrad Maurer (1823–1902), bayerischer Rechtshistoriker
- Cäsar Willich (1825–1886), Porträt- und Genremaler
- Joseph Dahl (1838–1917), katholischer Priester, Domkapitular und Generalvikar
- Theodor Brünings (1839–1903), Jurist und Mitglied des Deutschen Reichstags
- Philipp Perron (1840–1907), Bildhauer und Ornamentschnitzer
- Julius von Michel (1843–1911), Augenarzt
- Georg Müller (1849–1897), württembergischer Oberamtmann

#### 1851 bis 1870
- Richard Reverdy (1851–1915), Bauingenieur
- Anna Spier (1852–1933), Schriftstellerin und Kunstkritikerin
- Julius von Blaul (1853–1930), Jurist und Regierungspräsident
- Jakob Wille (1853–1929), Bibliothekar und Historiker
- Hermine Schneider (1855–1911), Schriftstellerin
- Karl Wendling (1857–1918), Pianist und Musikpädagoge
- Ludwig Philipp Keidel (1857–1932), Politiker (SPD)
- Carl Perron (1858–1928), Opernsänger
- Franz Nissl (1860–1919), Neurologe und Psychiater
- August von Parseval (1861–1942), Konstrukteur von Luftschiffen (Widmung des Parsevalplatzes)
- Emil Müller (1864–1918), Pfarrer sowie Pfälzer Heimatkundler, Historiker und Buchautor
- Franz Karcher (1867–1915), Bankier und Industrieller
- Emil Alwens (1868–1924), Verwaltungsjurist und Bezirksoberamtmann

#### 1871 bis 1880
- Otto Schindler (1871–1936), Gartenbaulehrer
- Eugen Michel (1873–1946),  Architekt, Raumakustiker und Hochschullehrer
- Hermann Wilker (1874–1941), Ruderer
- Hans Trumpler (1875–1955), Hochschullehrer und Politiker
- Karl Gentner (1876–1922), Operntenor in Frankfurt und Berlin
- Philipp Kassel (1876–1959), Turner, Olympiasieger 1904
- Joseph Kraus (1877–1939), Präsident der Industrie- und Handelskammer Memel und Politiker
- Karl Eugen Müller (1877–1951), Journalist
- Ludwig Osthelder (1877–1954), Jurist und Verwaltungsbeamter
- Friedrich Schreck (1878–1946), Oberamtmann in Bogen und Neu-Ulm
- Philipp Kraus (1879–1964), Opernsänger, Regisseur und Gesangslehrer
- Albert Boßlet (1880–1957), Architekt
- Oskar Perron (1880–1975), Mathematiker
- Johannes Kleinspehn (1880–1944), Journalist und Politiker

#### 1881 bis 1900
- Karl Bräuer (1881–1964), Finanzwissenschaftler
- Siegfried von Jan (1881–1970), deutscher Verwaltungsjurist, maßgeblich am Aufbau des Landesverbandes Bayern des Deutschen Jugendherbergswerks beteiligt
- Peter Brückmer (1882–1956), Gewerkschafter
- Ludwig Marum (1882–1934), Rechtsanwalt und Politiker, Opfer des Holocaust
- Ludwig Bußjäger (1885–1962), Landtagsabgeordneter und Bürgermeister von Frankenthal
- Hans Leitherer (1885–1963),  Bildhauer
- Franz Theato (1886–1984), Kommunalpolitiker
- Hanns Fay (1888–1957), Maler
- Arnold Fanck (1889–1974), Regisseur und Pionier des Bergfilms
- Paul Martini (1889–1964), Mediziner
- Hans Martini (1890–1969), Verwaltungsjurist
- Paul Bertololy (1892–1972), Arzt und Schriftsteller
- Carl Neubronner (1892–1961), Politiker
- Heinrich Bürcky (1895–1973), Offizier
- Walter Perron (1895–1970), Maler und Bildhauer
- Josef Schlick (1895–1977), Unternehmer und Politiker
- Georg Borttscheller (1896–1973), Politiker
- Otto Fuchs (1897–1987), Luftfahrtpionier
- Paula Salomon-Lindberg (1897–2000), Altistin
- Ellen List (1898 – nach 1969), Schriftstellerin
- Kurt Neubert (1898–1972), Anatom
- Franz Rauhut (1898–1988), Romanist
- Richard K. Webel (1900–2000), US-amerikanischer Landschaftsarchitekt

### 20. Jahrhundert

#### 1901 bis 1925
- Georg Gehring (1903–1943), Ringer
- Harry Hasso (1904–1984), deutsch-schwedischer Kameramann, Filmregisseur und Drehbuchautor
- Karl Huber (1904–1965), Politiker und Gewerkschafter
- Anton Schöndorf (1904–2007), Jurist
- Ludwig Neischwander (1904–1943), kommunistischer Widerstandskämpfer gegen das NS-Regime
- Anna Maus (1905–1984), Heimatkundlerin und Kommunalpolitikerin
- Friedrich Wilhelm Ruppert (1905–1946), SS-Obersturmführer und KZ-Schutzhaftlagerführer
- Josef Frank (1906–1971), Politiker (SPD)
- Norbert Lieb (1907–1994), Kunsthistoriker, Hochschullehrer
- Frederick Alexander Mann (1907–1991), Sohn des jüdischen Anwalts Richard Mann, nach Emigration Jurist in London
- Werner Knab (1908–1945), Jurist und SS-Führer
- Friedrich Stahler (1908–1978), Verwaltungsjurist und Studentenhistoriker
- Hans Carste (1909–1971), Komponist und Dirigent
- Ludwig Koob (1909–1993), Gebrauchs- und Werbegrafiker, Karikaturist und Illustrator
- Adolf Metzner (1910–1978), Leichtathlet
- Ella Weiß (1910–1995), Lehrerin und Politikerin (SPD, parteilos)
- Philipp Hilbert (1911–1992), Radrennfahrer
- Richard Jung (1911–1986), Neurologe
- Hans Rall (1912–1998), Historiker und Archivar
- Karin Bruns (1918–1997), Malerin, Grafikerin und Bühnenausstatterin
- Ludwig Thumm (1920–2011), Vizepräsident des Bundesgerichtshofes
- Wilhelm Engelbreit (1924–1986), Jurist und Politiker (CDU)
- Rudi Fischer (1925–2012), Fußballtorhüter

#### 1926 bis 1960
- Helmut Hüther (1926–1991), Gewerkschafter und Politiker (SPD)
- Rudolf Kassel (1926–2020), klassischer Philologe
- Ludwig Overbeck (1926–2017), Mediziner und Hochschullehrer
- Willi Hölz (1929–2010), Fußballspieler
- Erich Sauer (* 1931), Bildhauer
- Alois Spölgen (1936–2017), Fußballspieler
- Rudi Klug (1938–2022), Träger des Verdienstordens des Landes Rheinland-Pfalz
- Michael Brocke (* 1940), Judaist
- Johanna K. Eichhorn (1945–2017), Kostümmalerin, Malerin und Zeichnerin
- Stefan Hradil (* 1946), Soziologe
- Rolf Praml (* 1948), Rechtsanwalt und Politiker (SPD)
- Dieter Schiffmann (* 1948), Historiker und Politiker (SPD)
- Bernd Brunn (* 1949), Jurist
- Peter Trump (* 1950), Hockeyspieler, Olympiasieger 1972
- Dieter Sarreither (* 1951), Volkswirt, Mathematiker und Präsident des Statistischen Bundesamtes
- Theo Wieder (* 1955), Jurist und Politiker (CDU), Oberbürgermeister
- Alexander Hüther (* 1957), Gitarrist, Songwriter, Musikverleger und Produzent
- Michael Wettengel (* 1957), Historiker und Archivar
- Friedrich Wollweber (* 1958), Puppenspieler
- Harald-Alexander Klimek (* 1959), Maler, Zeichner, Grafiker, Illustrator, Ausstellungskurator und Buchgestalter
- Richard Nikolaus Wenzel (* 1959), Komponist zeitgenössischer ernster Musik und Organist
- Gabriele G. Kiefer (* 1960), Landschaftsarchitektin

#### 1961 bis 1980
- Hermann Deichfuß (* 1962), Jurist, seit 2013 Richter am Bundesgerichtshof
- Jörg-Hannes Hahn (* 1963), Organist, Kirchenmusiker und Dirigent
- Frank Schröder (* 1963), Snookerspieler
- Anke Simon (* 1963), Politikerin (SPD)
- Steffen Butz (* 1964), Cartoonist
- Sabine Kohleisen (* 1964), Managerin
- Christoph Teichmann (* 1964), Jurist und Professor
- Dirk Klose (* 1965), Künstler und Kunsttheoretiker
- Michael Werner (* 1965), Publizist und Sprachwissenschaftler
- Christian Baldauf (* 1967), Jurist und Politiker (CDU)
- Steffen Kailitz (* 1969), Politikwissenschaftler
- Christoph Fuhrbach (* 1970), Ausdauersportler
- Dirk Hoffmann (* 1972), Informatiker
- Andreas Sturm (* 1974), Geistlicher und Generalvikar des Bistums Speyer
- Enise Lauterbach (* 1975), Fachärztin für Kardiologie mit Zusatzausbildung in Rhythmologie und Therapie der Herzinsuffizienz
- Bettina Lotsch (* 1977), Chemikerin
- Fatma Mittler-Solak (* 1977), Fernsehmoderatorin

#### 1981 bis 2000
- Ivonne Polizzano (* 1981), Schauspielerin
- Selim Teber (* 1981), Fußballspieler
- Jessica Bechtel (* 1984), Ringerin
- Felix Hell (* 1985), Organist
- Christian Grimm (* 1987), Fußballspieler
- Danny Blum (* 1991), Fußballspieler
- Barış Atik (* 1995), Fußballspieler
- Frauke Schäfer (* vor 1999), deutsche Opernsängerin (Sopran)

## Persönlichkeiten, die in der Stadt gewirkt haben

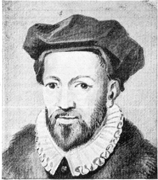
Petrus Dathenus

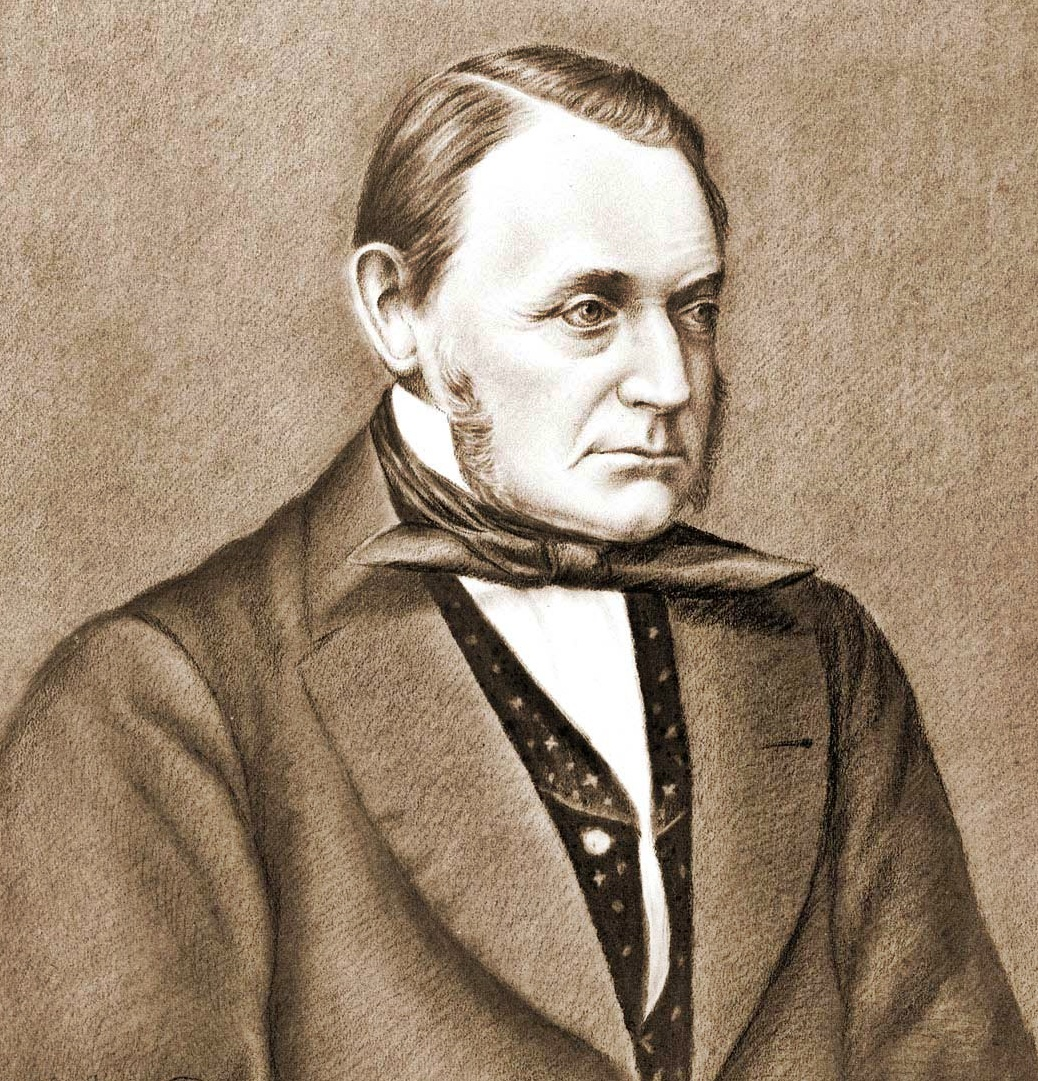
Andreas Albert

- Erkenbert von Frankenthal (≈1079–1132) war der Klosterstifter und Prior des Augustiner-Chorherrenstifts in Frankenthal. Nach ihm sind die Erkenbert-Ruine und eine Grundschule benannt.
- Caspar Heidanus (1530–1586), reformierter Theologe, war Prediger in Frankenthal.
- Petrus Dathenus (1531/32–1588) wurde als katholischer Mönch zum Anhänger der calvinistischen Richtung der Reformation und führte eine Gruppe von flämischen Glaubensflüchtlingen nach Frankenthal. Nach ihm ist das Dathenushaus benannt.
- Pieter Schoubroeck (≈1570/73–1607) war ein in Frankenthal ansässiges Mitglied der flämischen Malergruppe. Er starb in Frankenthal.
- Sebastian Kurtz (1576–1659) war 1594 beim Stadtschreiber in Frankenthal beschäftigt, später Rechenmeister in Nürnberg und Autor mathematischer Bücher.
- Anton Mirou (1578–≈1627) war ein flämisch-niederländischer Maler der Frankenthaler Malerschule. Nach ihm ist das Café Mirou benannt.
- Paul Hannong (≈1700–1760), Fayence- und Porzellanhersteller, richtete 1755 die Frankenthaler Porzellanmanufaktur ein. Nach ihm ist die Hannongstraße benannt.
- Joseph Fontanesi († 1795), kurpfälzischer bzw. kurpfälzisch-bayerischer Hofbeamter und Förderer der Stadt Frankenthal.
- Nicolas de Pigage (1723–1796), war ein lothringischer Architekt, der das Speyerer Tor in Frankenthal baute.
- Johann Wilhelm Lanz (1725–unbekannt), Porzellanbildner der  ersten Generation in der Frankenthaler Porzellanmanufaktur.
- Simon Feilner (1726–1798), Stuckateur, Porzellanmaler und Manufakturdirektor in Frankenthal.
- Franz Conrad Linck (1730–1793), kurpfälzischer Hofbildhauer, 1762 an die  Frankenthaler Porzellanmanufaktur berufen.
- Bernhard Magnus (≈1745–1798), Porzellanmaler und Zeichenmeister am Philanthropin in Frankenthal.
- Johann Peter Melchior (1747–1825), Bildhauer und Porzellandesigner, von 1779 bis 1793 Modellmeister in der Frankenthaler Porzellanmanufaktur.
- Johann Nepomuk van Recum (1753–1801), letzter Betreiber der Frankenthaler Porzellanmanufaktur und Gründer der Steingutfabrik Grünstadt.
- Esther de Gélieu (1757–1817) war Leiterin des Philanthropins, der ersten staatlichen Höheren Mädchenschule, aus der später das Karolinen-Gymnasium hervorging.
- Heinrich Maria Graf (1758–1822), römisch-katholischer Geistlicher und Abgeordneter im Bayerischen Landtag
- Georg Adam Kühnle (1796–1863) war Flussreeder, Händler und Mitgründer des Guss- und Maschinenwerks in Frankenthal, aus dem Kühnle, Kopp & Kausch hervorging. Nach ihm ist die Kühnlestraße benannt.
- Augustin Violet (1799–1859) war 1825 erster Lehrer der Unterrichtsanstalt für Taubstumme, die er im Torhäuschen der allgemeinen Armenanstalt einrichtete und bis zu seinem Tod leitete. Aus seiner Gründung ging die Augustin-Violet-Schule hervor.
- Philipp Heintz (1809–1893), Anwalt und Stadtrat in Frankenthal, war 1849 bayerischer Landtagsabgeordneter. Er starb in Frankenthal.
- Hieronymus Hofer (1815–1890), evangelischer Geistlicher, Sozialreformer, 1870 bis 1888 Pfarrer in Frankenthal; nach ihm ist das Altenhilfezentrum Hieronymus-Hofer-Haus benannt.
- Johannes Mehring (1815–1878) war ein Erfinder auf dem Gebiet der Imkerei. Nach ihm ist die Johannes-Mehring-Straße benannt.
- Franz Schmitt (1816–1891) war Kunstmaler und Restaurator.
- Paul Josef Nardini (1821–1862), katholischer Priester und Ordensgründer, wirkte als Kaplan in Frankenthal.
- Andreas Albert (1821–1882) war Werkmeister. Er gründete 1861 zusammen mit Andreas Hamm die Schnellpressenfabrik Albert & Hamm in Frankenthal (die heute zu Koenig & Bauer gehört). Nach Andreas Albert ist die Berufsbildende Schule benannt.
- Andreas Hamm (1824–1894) war Glockengießer und Schnellpressenfabrikant in Frankenthal. Nach ihm ist die Hammstraße benannt.
- Philipp Karcher (1837–1894) war ein Unternehmer, dessen soziale Innovationen eng mit der Stadt verknüpft sind. Seine Büste steht vor dem restaurierten Hauptgebäude der Zuckerfabrik, in deren Nähe auch die Philipp-Karcher-Straße zu finden ist.
- Alwin Koch (1839–1919) war ein Klassischer Philologe und leitete von 1880 bis 1909 die Lateinschule bzw. das Progymnasium in Frankenthal.
- Johannes Klein (1845–1917), Ingenieur, Erfinder und Unternehmer sowie Mitgründer der Firma Klein, Schanzlin & Becker, Ehrenbürger von Frankenthal.
- Christoph Friedrich Fanck (1846–1906) war ein Kaufmann und Direktor der Zuckerfabrik Frankenthal AG.
- Mina Karcher (1846–1925) unterstützte die sozialen Innovationen ihres Ehemannes Philipp. Nach ihr ist der Mina-Karcher-Platz benannt.
- Hans Kopp (1847–1915) war Industrieller und Landtagsabgeordneter. Nach ihm ist die Hans-Kopp-Straße benannt.
- Moritz Mayer (1864–1942), Justizrat, war in Frankenthal als Rechtsanwalt tätig und starb als Opfer des Holocaust.
- Friedrich Trump (1869–1918), deutsch-amerikanischer Unternehmer, Großvater des 45. Präsidenten der Vereinigten Staaten. Er erlernte in Frankenthal das Friseurhandwerk.
- Hermann Wilker (1874–1941), in Flomersheim geboren, war 1912 Olympiasieger im Rudervierer mit Steuermann.
- Ernst René Grosser (1878–1933), in Prenzlau geboren, war seit 1. Oktober 1902 bis zu seinem Tode am 9. Juni 1933 Inhaber der Buchdruckerei Louis Göhring & Co. sowie Kommerzienrat und auch Verleger vom Frankenthaler Tageblatt.
- Georg Schubert (1899–1968), Bildhauer in Frankenthal
- Stephan Cosacchi (1903–1986) war ein ungarisch-deutscher Sprach- und Musikwissenschaftler sowie Komponist. Nach ihm ist der Stephan-Cosacchi-Platz benannt.
- Heinz Amberger (1907–1974), Historiker, Geschäftsführer der Volkshochschule und Vorsitzender des Altertumsvereins Frankenthal.
- Fritz Ries (1907–1977) war Industrieller, Jurist und königlich-marokkanischer Honorarkonsul für die Länder Hessen und Pfalz. Er gründete die Pegulan-Werke (heute Tarkett).
- Gertrud Wetzel (1914–1994), Politikerin (SPD), war Mitglied des Frankenthaler Stadtrats und Landtagsabgeordnete.
- Alexander von Branca (1919–2011), war 1989/90 Architekt der Stadthalle Frankenthal, die seit dem Jahr 2000 den Namen CongressForum Frankenthal trägt.
- Raymond Arnette (1923–2004) war Oberstudienrat am Albert-Einstein-Gymnasium und als katholischer Priester aktiver Befürworter der Tridentinischen Messe.
- Herbert L. Breiner (1929–2024), Taubstummenlehrer und Diplom-Psychologe, war von 1969 bis 1993 Direktor der Augustin-Violet-Schule, die er zum Pfalzinstitut für Hörsprachbehinderte (PIH) ausbaute.
- Christoph Jentsch (1931–2015), Geograph und Afghanistanexperte, lebte in Frankenthal.
- Hans-Dieter Busch (1938–2009), Politiker (CDU), war Mitglied des Frankenthaler Stadtrats und Landtagsabgeordneter.
- Carlo von Opel (* 1941), Unternehmer, lebt auf dem Frankenthaler Hofgut Petersau.
- Christa-Louise Riedel (* 1943), Künstlerin, lebt und wirkt in Frankenthal.
- Uschi Keszler (* 1947), deutsche Meisterin im Eiskunstlauf, war Olympiastarterin in Innsbruck 1964.
- Werner Holz (1948–1991) war Maler und Grafiker.
- Elmar Worgull (* 1949), Bildender Künstler, Kunsterzieher und Kunsthistoriker
- Werner Jahn (* 1956) war Eishockeyspieler und betreibt in Frankenthal eine Praxis für Physiotherapie.
- Peter Lang (* 1958), war deutscher Meister im Schwimmen und Olympiastarter in Montreal 1976 und Los Angeles 1984.
- Frank Meyer-Thurn (1959–2009), Musiker, Gitarrist, Songwriter und Produzent, starb in Frankenthal.
- Tina Ternes (* 1969), Musikerin, komponierte das Musical zum Stadtjubiläum 2019.
- Johannes Klomann (* 1976), Politiker (SPD), wuchs in Frankenthal auf.
- Nathalie Weinzierl (* 1994), deutsche Meisterin im Eiskunstlauf, war Frankenthals Sportlerin des Jahres 2012 und Olympiastarterin in Sotschi 2014.